# Liste der Kulturgüter in Hilterfingen
Die Liste der Kulturgüter in Hilterfingen enthält alle Objekte in der Gemeinde Hilterfingen im Kanton Bern, die gemäss der Haager Konvention zum Schutz von Kulturgut bei bewaffneten Konflikten, dem Bundesgesetz vom 20. Juni 2014 über den Schutz der Kulturgüter bei bewaffneten Konflikten sowie der Verordnung vom 29. Oktober 2014 über den Schutz der Kulturgüter bei bewaffneten Konflikten unter Schutz stehen.
Objekte der Kategorie A und B sind vollständig in der Liste enthalten, Objekte der Kategorie C fehlen zurzeit (Stand: 25. Februar 2024). Unter übrige Baudenkmäler sind geschützte Objekte zu finden, die im Bauinventar des Kantons Bern als «schützenswert» verzeichnet sind.

## Kulturgüter
| Foto |                                                             | Objekt                           | Kat. | Typ | Standort                         | Beschreibung |
| ---- | ----------------------------------------------------------- | -------------------------------- | ---- | --- | -------------------------------- | --- |
| ja   | Datei hochladen · Wikidata zu Schloss Hünegg (Q2241708)     | Schloss Hünegg KGS-Nr.: 00940    | A    | G   | Staatsstrasse 52 616531 / 176312 | In den Jahren 1861 bis 1863 von Heino Schmieden erbautes schlossartiges Wohngebäude im Neorenaissance-Stil, beherbergt heute ein Wohnmuseum und das Schweizerische Gastronomie-Museum. Prachtvoller und asymmetrisch gegliederter Bau, der den Loire-Schlössern nachempfunden ist. Bemerkenswert ist insbesondere der westseitige Rundturm mit Zifferblatt, Kegeldach und Laterne.                                                                            |
| ja   | Datei hochladen · Wikidata zu Landsitz Eichbühl (Q29652139) | Landsitz Eichbühl KGS-Nr.: 00941 | B    | G   | Ringstrasse 5 616240 / 176927    | 1874 von Paul Adolphe Tièche erbauter Landsitz im Stil des Historismus, mit Elementen aus Neorenaissance und Schweizer Holzstil. Die Westfront präsentiert sich als traufständiger Hauptbaukörper mit Quergiebel, dahinter eingezogener Geviertbau. Die Dachpartie ist vielgliedrig und besteht hauptsächlich aus steilen Giebel- und Mansarddächern mit stark akzentuierenden Lukarnen. Ostseitig ist das Gebäude von einer weitläufigen Parkanlage umgeben. |

## Übrige Baudenkmäler
Hinweis: Anstelle der KGS-Nummer wird als Objekt-Identifikator (ID) die Grundstücksnummer verwendet.
| ID   | Foto |                                                                                            | Objekt                                                       | Typ | Standort                                | Beschreibung                                                                          |
| ---- | ---- | ------------------------------------------------------------------------------------------ | ------------------------------------------------------------ | --- | --------------------------------------- | ------------------------------------------------------------------------------------- |
| 24   | BW   | Datei hochladen                                                                            | Wohnhaus (4. Viertel 19. Jh.)                                | G   | Hübelistrasse 10 616945 / 175954        |                                                                                       |
| 25   | BW   | Datei hochladen                                                                            | Speicher (1711)                                              | G   | Staatsstrasse 12a 616832 / 176001       |                                                                                       |
| 36   | ja   | Datei hochladen                                                                            | Hotel Bellevue au Lac (1918)                                 | G   | Staatsstrasse 1 616947 / 175893         |                                                                                       |
| 37   | BW   | Datei hochladen                                                                            | Ehemaliges Hotel Bellevue (1904)                             | G   | Hübelistrasse 1 616983 / 175921         |                                                                                       |
| 42   | BW   | Datei hochladen                                                                            | Ehemalige Zehntenscheune (1548)                              | G   | Staatsstrasse 41 616646 / 176175        |                                                                                       |
| 43   | BW   | Datei hochladen                                                                            | Chalet Gärtli am See (1898)                                  | G   | Staatsstrasse 15 616800 / 176011        |                                                                                       |
| 45   | BW   | Datei hochladen                                                                            | Ehemaliges Rebbauernhaus (Mitte 17. Jh.)                     | G   | Hübelistrasse 20 616887 / 175999        |                                                                                       |
| 45   | BW   | Datei hochladen                                                                            | Waschhaus (17. Jh.)                                          | G   | Hübelistrasse 20a 616891 / 175987       |                                                                                       |
| 105  | BW   | Datei hochladen                                                                            | Ehemaliges Rebbauernhaus (1659)                              | G   | Bällizgasse 15 616810 / 176181          |                                                                                       |
| 105  | BW   | Datei hochladen                                                                            | Ehemaliges Kelterhaus (17. Jh.)                              | G   | Bällizgasse 15b 616802 / 176194         |                                                                                       |
| 133  | BW   | Datei hochladen                                                                            | Speicher (16./17. Jh.)                                       | G   | Dorfstrasse 47a 616685 / 176308         |                                                                                       |
| 136  | BW   | Datei hochladen                                                                            | Wohnhaus (1894)                                              | G   | Dorfstrasse 28 616848 / 176170          |                                                                                       |
| 145  | BW   | Datei hochladen                                                                            | Ehemaliges Bauernhaus (1551)                                 | G   | Bällizgasse 2, 4a 616743 / 176152       |                                                                                       |
| 145  | BW   | Datei hochladen                                                                            | Ehemaliges Kleinbauernhaus (2. Hälfte 19. Jh.)               | G   | Staatsstrasse 24 616737 / 176125        |                                                                                       |
| 148  | BW   | Datei hochladen                                                                            | Villa Magda (4. Viertel 19. Jh.)                             | G   | Staatsstrasse 7 616876 / 175933         |                                                                                       |
| 158  | BW   | Datei hochladen                                                                            | Einfamilienhaus (1928)                                       | G   | Staatsstrasse 135 615818 / 176899       |                                                                                       |
| 162  | BW   | Datei hochladen                                                                            | Waschhaus (1894)                                             | G   | Dorfstrasse 49 616674 / 176357          |                                                                                       |
| 165  | BW   | Datei hochladen                                                                            | Ehemaliges Bauernhaus (1812)                                 | G   | Staatsstrasse 97 616137 / 176818        |                                                                                       |
| 182  | BW   | Datei hochladen                                                                            | Ehemalige Rebbauernhaus (1585)                               | G   | Staatsstrasse 29 616715 / 176126        |                                                                                       |
| 222  | BW   | Datei hochladen                                                                            | Dorfschulhaus (1844)                                         | G   | Dorfstrasse 14 616880 / 176064          |                                                                                       |
| 227  | BW   | Datei hochladen                                                                            | Brunnen (1884)                                               | K   | Hübelistrasse N.N.1 616992 / 175937     |                                                                                       |
| 228  | BW   | Datei hochladen                                                                            | Brunnen (1884)                                               | K   | Hübelistrasse N.N.2 616880 / 175992     |                                                                                       |
| 230  | BW   | Datei hochladen                                                                            | Brunnen (um 1880)                                            | K   | Bällizgasse N.N.2 616782 / 176171       |                                                                                       |
| 239  | BW   | Datei hochladen                                                                            | Wohnhaus mit Ökonomieteil (Mitte 19. Jh.)                    | G   | Hübelistrasse 2 616997 / 175917         |                                                                                       |
| 240  | BW   | Datei hochladen                                                                            | Ehemaliges Rebbauernhaus (um 1550)                           | G   | Hübelistrasse 23 616872 / 176006        |                                                                                       |
| 259  | BW   | Datei hochladen                                                                            | Brunnen (19. Jh.)                                            | K   | Staatsstrasse N.N.1 616419 / 176563     |                                                                                       |
| 277  | BW   | Datei hochladen                                                                            | Ehemaliges Bauernhaus (1646)                                 | G   | Bällizgasse 4 616765 / 176158           |                                                                                       |
| 356  | BW   | Datei hochladen                                                                            | Speicher (1651)                                              | G   | Bällizgasse 6a 616784 / 176133          |                                                                                       |
| 463  | BW   | Datei hochladen                                                                            | Brunnen (um 1880)                                            | K   | Hünibachstrasse N.N.2 616119 / 177386   |                                                                                       |
| 473  | BW   | Datei hochladen                                                                            | Pavillon (4. Viertel 19. Jh.)                                | G   | Staatsstrasse 15a 616786 / 175983       |                                                                                       |
| 473  | BW   | Datei hochladen                                                                            | Ländtehaus (1925)                                            | G   | Staatsstrasse 23 616744 / 176020        |                                                                                       |
| 522  | BW   | Datei hochladen                                                                            | Wohnhaus (1931)                                              | G   | Stationsstrasse 9 615962 / 177075       |                                                                                       |
| 568  | BW   | Datei hochladen                                                                            | Ehemaliges Gärtnerhaus (1841)                                | G   | Staatsstrasse 157 615564 / 177257       |                                                                                       |
| 575  | BW   | Datei hochladen                                                                            | Ehemaliges Kutscherhaus des Schlossguts Chartreuse (um 1840) | G   | Chartreusestrasse 7 615793 / 177272     |                                                                                       |
| 575  | BW   | Datei hochladen                                                                            | Umfassungsmauer (um 1900)                                    | G   | Chartreusestrasse N.N.1 615773 / 177236 |                                                                                       |
| 576  | BW   | Datei hochladen                                                                            | Ehemaliges Pächterhaus des Schlossguts Chartreuse (um 1900)  | G   | Chartreusestrasse 11 615814 / 177302    |                                                                                       |
| 576  | BW   | Datei hochladen                                                                            | Brunnen (um 1900)                                            | K   | Chartreusestrasse N.N.2 615819 / 177291 |                                                                                       |
| 593  | BW   | Datei hochladen                                                                            | Brunnen (um 1960)                                            | K   | Ländteplatz N.N. 615604 / 176996        |                                                                                       |
| 642  | BW   | Datei hochladen                                                                            | Gärtnerhaus (1865)                                           | G   | Staatsstrasse 74 616403 / 176550        |                                                                                       |
| 702  | BW   | Datei hochladen                                                                            | Gärtnerhaus Zibeler (um 1900)                                | G   | Ringstrasse 1 616313 / 177022           |                                                                                       |
| 702  | BW   | Datei hochladen                                                                            | Schopf (um 1900)                                             | G   | Ringstrasse 1a 616324 / 177033          |                                                                                       |
| 702  | BW   | Datei hochladen                                                                            | Brunnen (um 1900)                                            | K   | Ringstrasse N.N.2 616326 / 177001       |                                                                                       |
| 702  | BW   | Datei hochladen                                                                            | Minnesängerbank (1820)                                       | K   | Ringstrasse N.N.1 616326 / 177029       |                                                                                       |
| 742  | BW   | Datei hochladen                                                                            | Bunker (1941/42)                                             | K   | Mauerweg 6c, Hünibach 616160 / 176874   |                                                                                       |
| 870  | ja   | Datei hochladen · Wikidata zu Reformierte Kirche mit Pfarrhaus in Hilterfingen (Q29674313) | Kirche, Kirchgemeindehaus und Pfarrhaus (1955/56)            | G   | Hünibachstrasse 65 616265 / 177121      |                                                                                       |
| 914  | BW   | Datei hochladen                                                                            | Musikpavillon (1863)                                         | G   | Staatsstrasse 52a 616563 / 176309       |                                                                                       |
| 914  | BW   | Datei hochladen                                                                            | Volière (1863)                                               | G   | Staatsstrasse 56 616461 / 176512        |                                                                                       |
| 914  | BW   | Datei hochladen                                                                            | Spielhaus (1865)                                             | G   | Staatsstrasse 64 616446 / 176415        |                                                                                       |
| 914  | BW   | Datei hochladen                                                                            | Aussichtspavillon (1900)                                     | G   | Alte Thunstrasse 3 616628 / 176170      |                                                                                       |
| 914  | BW   | Datei hochladen                                                                            | Brunnen (1863)                                               | K   | Staatsstrasse N.N.3 616547 / 176331     |                                                                                       |
| 914  | BW   | Datei hochladen                                                                            | Brunnenanlage (1863)                                         | K   | Staatsstrasse N.N.2 616542 / 176289     |                                                                                       |
| 1046 | BW   | Datei hochladen                                                                            | Brunnen (19. Jh.)                                            | K   | Hünibachstrasse N.N.3 616095 / 177454   |                                                                                       |
| 1065 | BW   | Datei hochladen                                                                            | Ehemaliges Bauernhaus (18. Jh.)                              | G   | Kelliweg 10 616241 / 177509             |                                                                                       |
| 1281 | BW   | Datei hochladen                                                                            | Brunnen (um 1970)                                            | K   | Sodstrasse N.N.1 616919 / 176498        |                                                                                       |
| 1452 | BW   | Datei hochladen                                                                            | Sodbrunnen (1857)                                            | K   | Sodstrasse N.N.2 617036 / 176418        |                                                                                       |
| 1476 | BW   | Datei hochladen                                                                            | Brücke (1832)                                                | G   | Staatsstrasse N.N.6 615902 / 177043     |                                                                                       |
| 1692 | BW   | Datei hochladen                                                                            | Brunnen (um 1950)                                            | K   | Staatsstrasse N.N.4 616440 / 176341     |                                                                                       |
| 1699 | BW   | Datei hochladen                                                                            | Brunnen (4. Viertel 19. Jh.)                                 | K   | Hünibachstrasse N.N.1 616618 / 176587   |                                                                                       |
| 1736 | ja   | Datei hochladen                                                                            | Villa Monbijou (um 1890)                                     | G   | Staatsstrasse 27 616710 / 176084        | Als Sommerhaus für sich selber vom Architekten Johann Jakob Stehlin-Burckhardt erbaut |